# 潮號驅逐艦 (吹雪型)
潮是大日本帝國海軍的驅逐艦。吹雪型（特型）20號艦（特II型10號艦）。繼初代神風型驅逐艦後，為第2艘使用「潮」作艦名的日本海軍艦船。

## 艦歷
在浦賀船渠建造。後被分類為一等驅逐艦。於11月17日下水。竣工後，被編入第7驅逐隊。
於1932年（昭和7年），因第一次上海事變而參加長江水域的作戰。
在日中戰爭期間，於1937年（昭和12年）以後，參與了上海、杭州灣的登陸作戰，以及後來的法屬印度支那的作戰。
於太平洋戰爭（大東亞戰爭）中，作為第七驅逐艦隊旗艦（司令・小西要中佐），並在開戰後的1941年（昭和16年）12月8日，參與中途島砲撃。該次行動是為了讓參與珍珠港攻擊的南雲機動部隊避開危險而進行的囮作戰（誘敵作戰）。為該作戰，「潮」與驅逐艦「漣」早於11月28日在館山灣出航。砲擊期間，「潮」共發射了108發12.7厘米砲彈。在於砲擊後與給油艦「尻矢」匯合並接受補給，最後於12月21日返回日本。於12月30日，接到美軍潛艇在豊後水道出現的緊急聯絡，而於該作戰行動中，在桂島錨地內錯誤投下引爆水深設定為25米的深水炸彈。不過該深水炸彈並沒有爆炸，在後來亦沒有將其處理。翌年，在「潮」乘艦的大高勇治（通信兵）就為此推斷戰艦「陸奥」的爆沈可能跟這個深水炸彈有關。於12月31日，在室戶岬近海400海里進行對潛哨戒期間，遇上納粹德國的偽裝巡洋艦「霍斯特」號，並在「霍斯特」號到達神戶港前為其進行護衛。
後來，「潮」收到參與南方進攻作戰命令。於1942年（昭和17年）2月27日，在蘇臘巴亞港近海東北60浬的地方，與重巡洋艦「妙高」、「足柄」、第一水雷戰隊、及第四水雷戰隊共同為陸軍今村兵團與海軍陸戰隊所搭乘的50隻輸送船進行護衛，期間與盟軍艦隊遭遇。就此觸發了蘇臘巴亞海海戰。「潮」在期間發射了9枚魚雷但沒有任何戰果，反而前部的煙囪約一半被炸飛。於3月2日上午5時49分，在巴埃孟島以西73海里發見了正在浮上航行的美國潛艇「鱸魚號潛艇」號，「潮」在「鱸魚」號進行潛航後對其進行深水炸彈攻擊。於3月3日上午6時52分，再次發現於昨日受到深水炸彈攻擊而受損，正在浮上航行的「鱸魚」號，並於及後將其擊沈。「鱸魚」號沈没後，「潮」放出小艇救起並俘虜「鱸魚」號的乘員。被救起的乘員於同日移送到病院船「天應丸」上。
日本軍在佔領東南亞後，「潮」參與了珊瑚海海戰。於5月8日，航空母艦「翔鶴」在接受護衛期間，遭到美軍艦載機SBD無畏式俯衝轟炸機的攻擊後被擊中並中度損毀。這時「翔鶴」立即以遠超技術數據達40節的速度撤離，「潮」雖然仍能追上，但還是被說成是「翔鶴」將40節的「潮」拖離戰場。「翔鶴」在「潮」的護衛下返回日本。在中途島海戰期間，參加了阿留申群島攻略部隊。於中途島海戰敗北後進入南方肖特蘭群島基地。8月，於美軍在瓜達爾卡納爾島登陸期間，「潮」率領第七驅逐隊於8月8日上午1時突入隆加近海，不過由於美軍輸送船團前往圖拉吉島而一無所獲。而在第八艦隊於翌日本再度突入後，爆發了第一次所羅門海戰。於1943年期間，護衛「陸奥」從楚克錨衛返回日本。
其後，參加雷伊泰灣海戰並主要從事海上護衛及輸送作戰。1944年（昭和19年）11月13日，在馬尼拉灣因空襲而受損。於12月7日完成應急修理後返回日本本內地。返回横須賀港後，由於引擎受損而就此繫留，在不能行動的狀態下迎接終戰。
於1945年（昭和20年）9月除籍後，在1948年（昭和23年）被解體。

## 歷代艦長

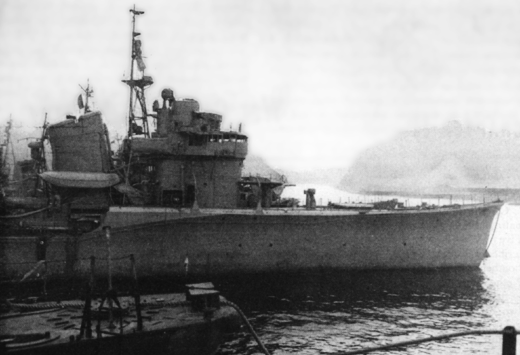
艦首側面

### 艤装員長
- 武田喜代吾 中佐：1931年4月1日－
- 田中頼三 中佐：1931年10月31日－

### 驅逐艦長
- 田中頼三 中佐：1931年11月14日－
- 稲垣義龝 中佐：1932年12月5日－
- 木村進 中佐：1933年11月15日－
- 成田茂一 少佐：1934年11月15日－
- 森可久 少佐：1935年3月15日－
- 大江覧治 中佐：1937年12月1日－
- 柳川正男 中佐：1938年12月15日－
- 矢野寛二 少佐：1940年10月15日－
- 上杉義男 中佐：1941年10月1日－
- 神田武夫 中佐：1943年1月20日－
- 荒木政臣 少佐：1943年7月3日－
- 佐藤文雄 少佐：1945年3月30日－ ※1945年6月10日轉為預備艦

## 註腳
1. ↑  「進水」pp.12
2. ↑  大高『第七駆逐隊海戦記』152頁
3. ↑  大高『第七駆逐隊海戦記』146頁
4. ↑  図説　太平洋海戦史　第1巻、95頁
5. 1 2  図説　太平洋海戦史　第1巻、96頁
6. ↑  大高『第七駆逐隊海戦記』165頁
7. ↑  大高『第七駆逐隊海戦記』166頁「陸奥爆沈の珍事実」
8. ↑  大高『第七駆逐隊海戦記』169頁
9. ↑  大高『第七駆逐隊海戦記』171-172頁
10. ↑  大高『第七駆逐隊海戦記』173-174頁
11. ↑  大高『第七駆逐隊海戦記』186頁
12. ↑  潜水艦攻撃、44頁
13. ↑  潜水艦攻撃、44-45頁
14. 1 2  潜水艦攻撃、45頁
15. ↑  大高『第七駆逐隊海戦記』249頁
16. ↑  大高『第七駆逐隊海戦記』285頁
17. ↑  大高『第七駆逐隊海戦記』286頁
18. ↑  大高『第七駆逐隊海戦記』290頁
19. ↑  大高『第七駆逐隊海戦記』315頁